# Liste kultureller Veranstaltungen zum Großen Nordischen Krieg
Diese Liste enthält Veranstaltungen, die sich der Zeit des Großen Nordischen Krieges von 1700 bis 1721 widmen.

## Überblick

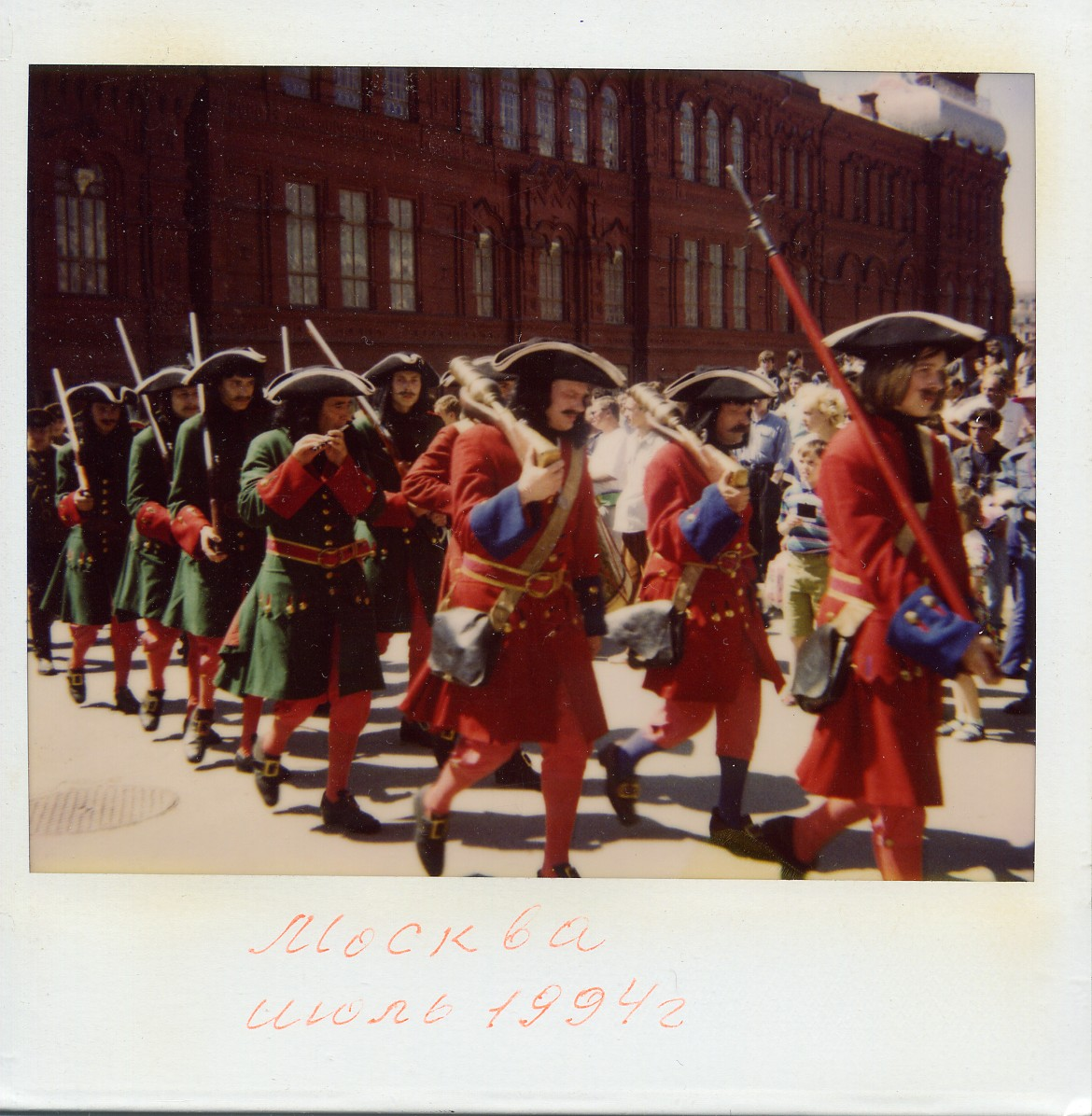
Reenactment der Schlacht bei Poltawa, Moskau 1994

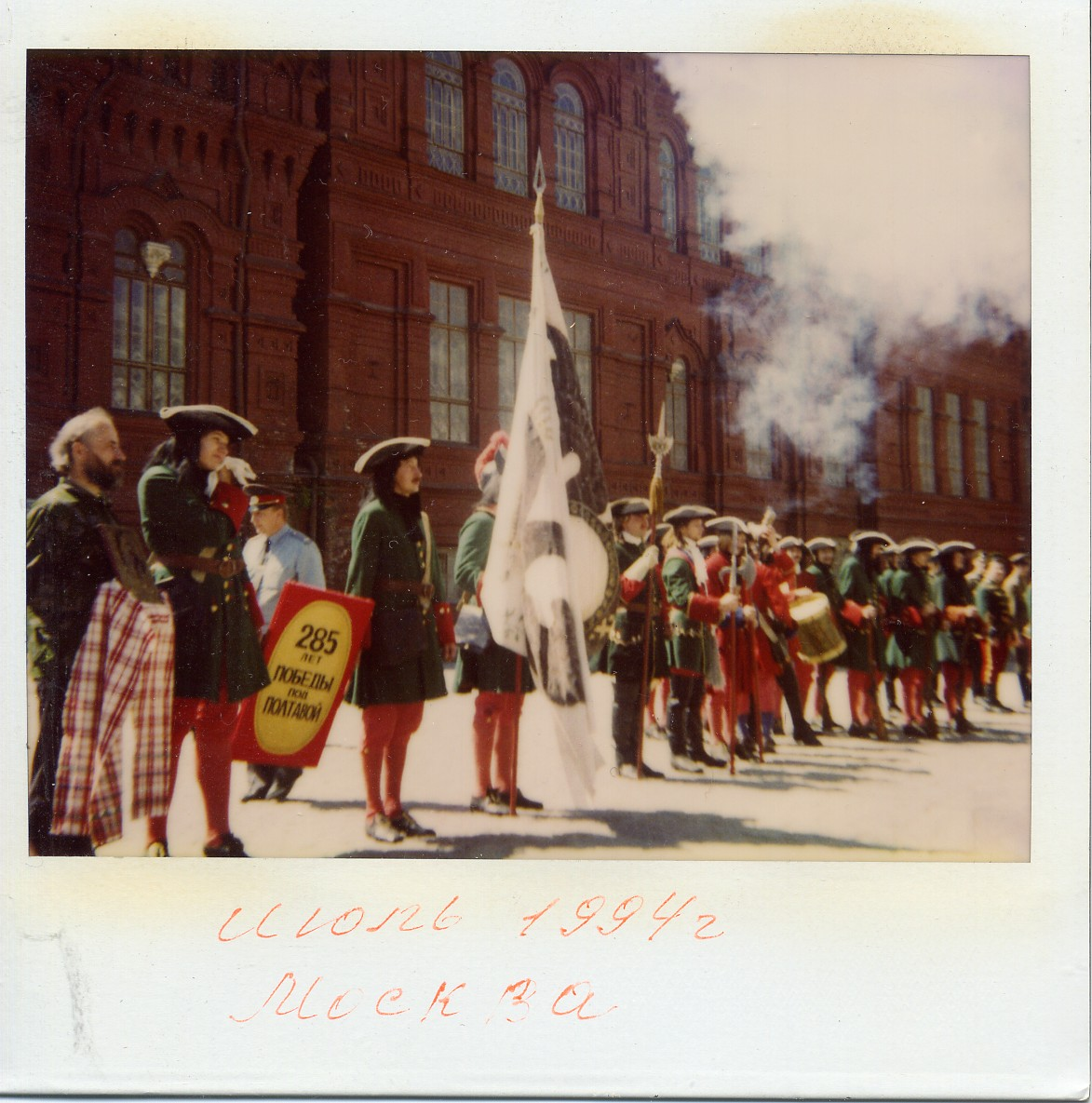
Reenactment der Schlacht bei Poltawa, Moskau 1994

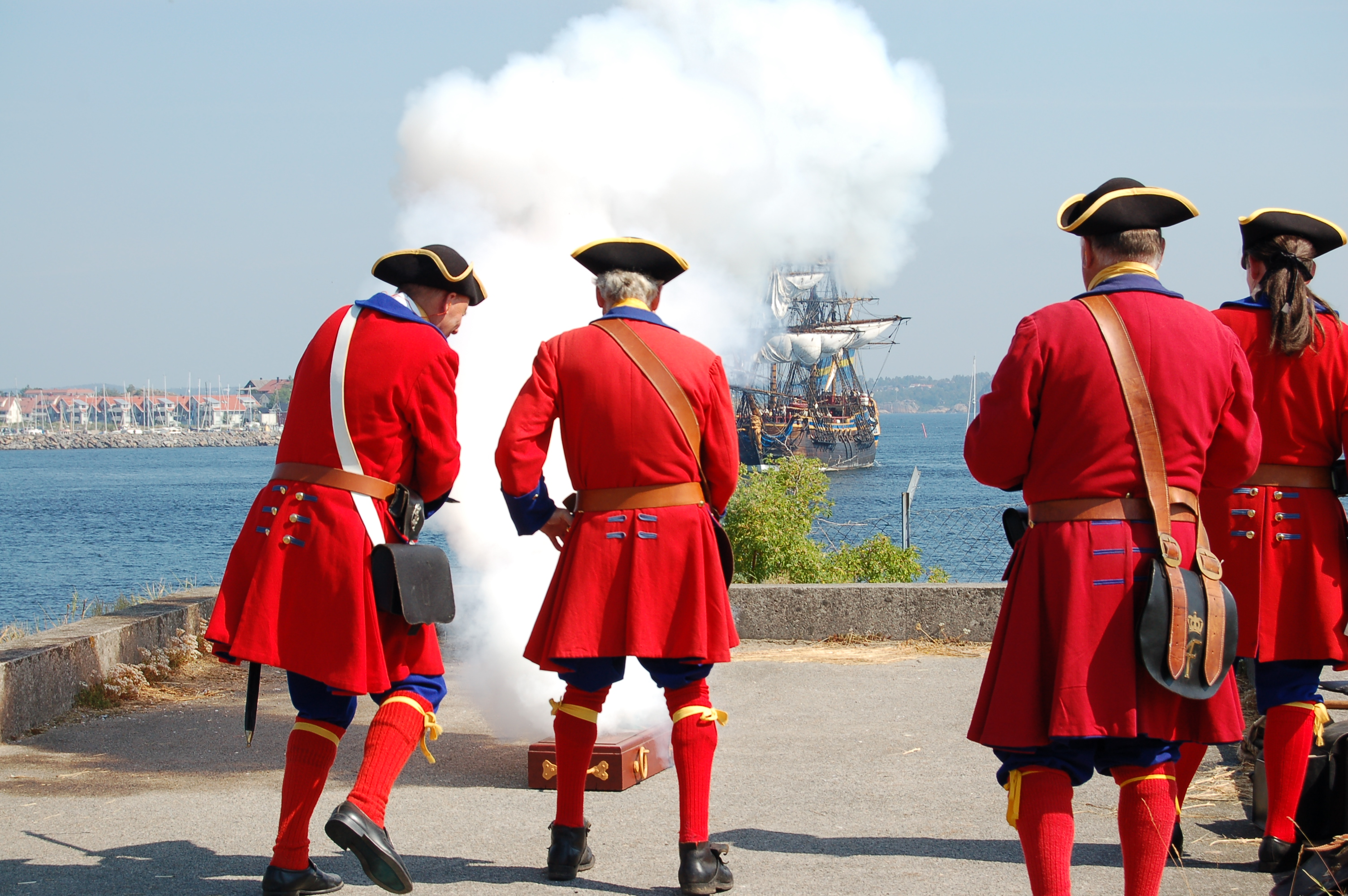
Nachstellung des Seegefechts im Dynekilen-Fjord (2009)

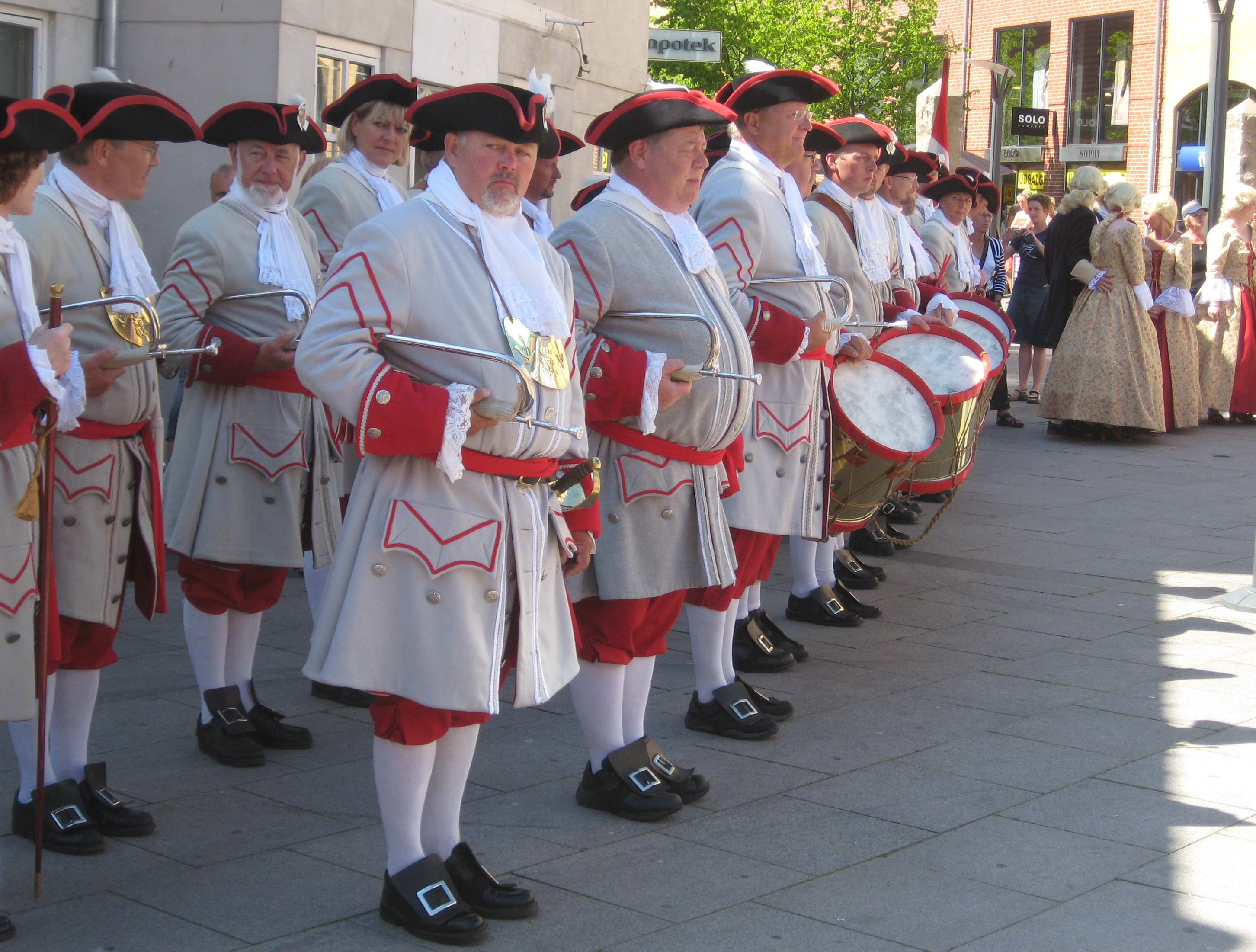
Tordenskioldsdage in Frederikshavn, Dänemark, 2009

Mit der Zeit entwickelten sich Mythen zu den Schlachten des Krieges, die Teil des kollektiven Erinnerungsgedächtnisses der kriegsteilnehmenden Nationen wurden.
Von 1900 bis 1921 wurden in den betroffenen Ländern vielfach 200-jährige Jubiläumsfeiern veranstaltet. Nach dem verlorenen Krieg gegen Japan benötigte die herrschende Elite Russlands wirkungsvolle Mittel, um die Kontrolle über das Land wiederherzustellen. Die Erinnerung an einstige Siege sollten der Gesellschaft Tröstung und neue Anhaltspunkte geben. Zu nennen ist die 200-Jahre-Gedenkfeier zum russischen Sieg in der Schlacht bei Lesnaja und der Schlacht bei Poltawa. Während das Ereignis von Lesnaja kaum die Gouvernementgrenzen von Mogiljow überschritt, fanden 1909 zwar Feiern zur Poltawaschlacht in vielen Städten Russlands statt, aber diese entwickelten keine gesamtstaatliche Resonanz. Auch der 250. Jahrestag, der in die Tauwetter-Periode unter Chruschtschow fiel, wurde mit Salutschüssen und einem Feuerwerk begangen. Monografien, Festveranstaltungen, Sammelbände und Aufsätze komplettierten die Erinnerung an die 250-Jahr-Feier von 1959.
Bereits 1809 wurde in Russland das 100-jährige Jubiläum der Schlacht bei Poltawa gedacht. Solche Jubiläumsfeiern dienten auch noch dazu, eine dominante bürgerliche oder amtliche vorgeprägte Erinnerung an die Geschichte des Krieges hervorzubringen.
Kollektive kulturelle Gedächtnisse haben das Konsistente und Einheitliche zum Gegenstand. Bestimmte Bilder können Jahrhunderte bestehen bleiben und dann einem kulturellen Wandel unterliegen. Kodierungsformen, die bestimmte Kriegserfahrungen festhalten sollen, zum Beispiel Bilder vom Krieg, können lange statisch bleiben und sich dann wandeln.
Ähnlich verhält es sich mit der kulturellen Rezeption der Nachfahren zum Großen Nordischen Krieg. Noch vor hundert Jahren war echtes Militär bei den Jubiläumsfeiern prägend im Erscheinungsbild. Staatsoberhäupter oder Regierungsvertreter erschienen in Fantasie- oder ausgedienten Uniformen zu den Feiern und präsentierten sich als militärische Führer. Diese Veranstaltungen blieben protokollarisch bestimmt und erreichten keine umfassende Einbeziehung der Menschen. Der gesellschaftliche Wandel führte auch zu einem Wandel der kulturellen Reproduktion der Kriegsereignisse im Norden. Seit Ende des 20. Jahrhunderts bestimmt Reenactment die Szenerie bei den Jubiläumsfeiern. Amateur-Schauspieler tragen Fantasieuniformen und meinen es ebenso ernst damit, wenn sie die damaligen Schlachten nachstellen, oftmals vor vielen Zuschauern. Sie vermitteln damit den Nachfahren eine realistische Erfahrung von den damaligen Handlungen als auch vom vielfachen Tod und Leid der Menschen.
Nachfolgend sind einige der Jubiläumsfeiern zum Großen Nordischen Krieg aufgelistet.

## Liste von Erinnerungsveranstaltungen
| Veranstaltung | Organisatoren                                                       | Datum                           | Ort                                                                       |
| --- | ------------------------------------------------------------------- | ------------------------------- | ------------------------------------------------------------------------- |
| Jährliches Jubiläum der Schlacht von Narva, Festival Winter Battle | Vereine aus Schweden, Finnland, Estland, Lettland                   | 15. November                    | Narva, Estland                                                            |
| Jährliches Jubiläum der Belagerung von Narva, Festival The Battle of Narva | Der historische Verein Preobrazhensky Regiment und das Narva-Museum | 13.–14. August                  | Narva, Estland                                                            |
| 300-jähriges Jubiläum der Schlacht bei Poltawa | Russen                                                              | 7. September 2009               | Kolomenskoye, südlich Moskaus                                             |
| 300-jähriges Jubiläum der Schlacht bei Poltawa | Russen                                                              | 11. Juli 2009                   | Peter-und-Paul-Festung, Sankt Petersburg                                  |
| 300-jähriges Jubiläum der Schlacht bei Storkyro | Finnen                                                              | 9. August 2014                  | Isokyrö, Finnland                                                         |
| Jährliche Feier des dänischen Helden Peter Wessel Tordenskiold den „Tordenskioldsdage“ | Dänen                                                               | 4. September                    | Frederikshavn Dänemark                                                    |
| Musikfestspiel von Røros in Erinnerung an den Todesmarsch der Karoliner | Bertil Reithaug, Arnfinn Strømmevold                                | Ende Juli 2016, alle zwei Jahre | Røros, Norwegen                                                           |
| Schwedenfest in Wismar | Hansestadt Wismar                                                   | Mitte August, jährlich          | Wismar, Deutschland                                                       |
| Von Degen, Segeln und Kanonen – der Untergang der Prinzessin Hedvig Sofia, internationale Ausstellung beider Gottorfer Landesmuseen über das Flaggschiff, den Großen Nordischen Krieg und die höfische Kultur des Hochbarocks | Finnen und Deutsche                                                 | 2015–2016                       | Schloss Gottorf, Schleswig-Holstein und Maritimes Museum Finnlands, Kotka |